# 黒木あるじ
黒木 あるじ（くろき あるじ、1976年 - ）は、日本の怪談作家。

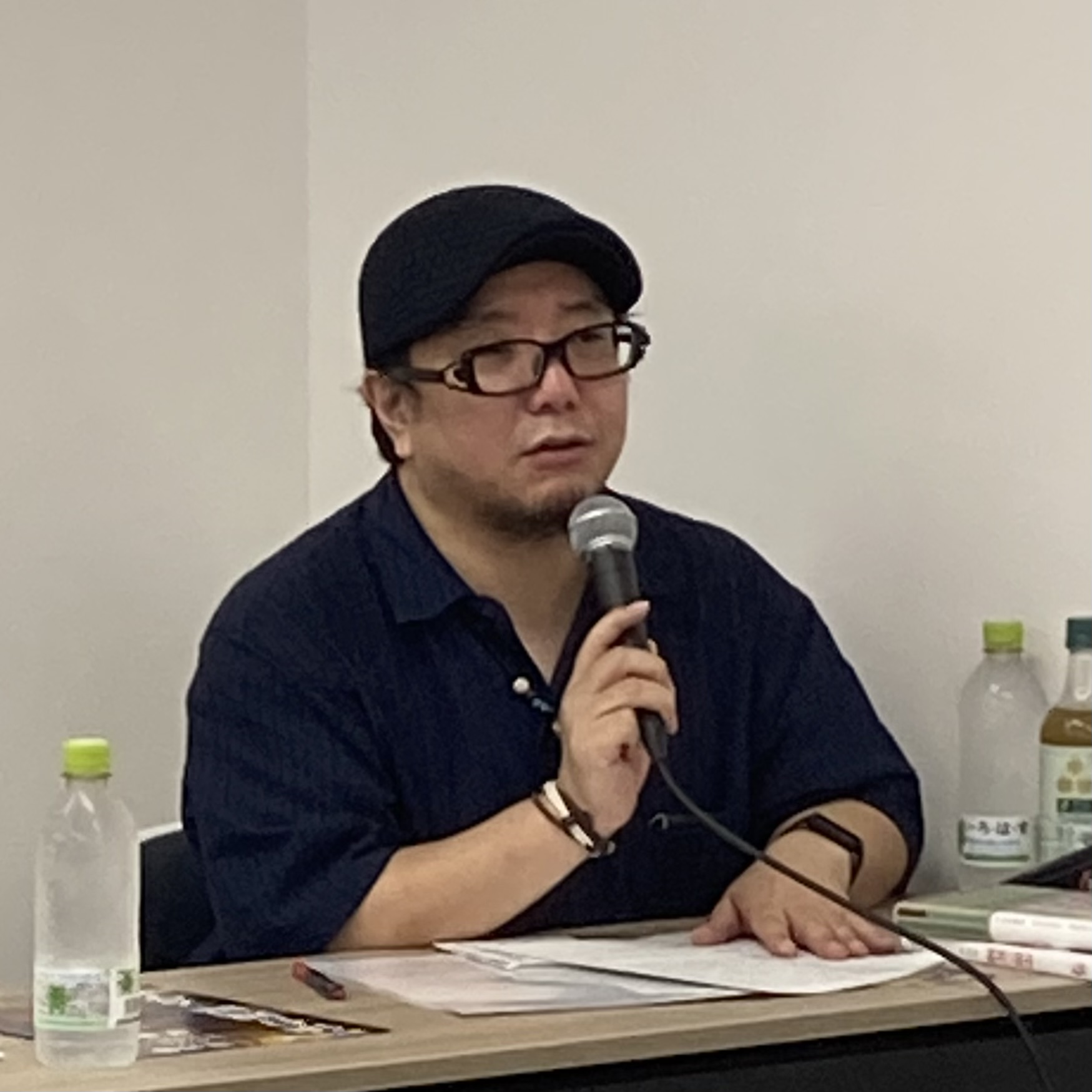
宮城県仙台市でのイベントにて（2024年10月19日）

## 略歴
青森県弘前市生まれ。東北芸術工科大学卒。池上冬樹世話役の「小説家（ライター）になろう」講座出身。
2009年、『おまもり』で第7回ビーケーワン怪談大賞・佳作を受賞。同年『ささやき』で第1回『幽』怪談実話コンテストブンまわし賞を受賞し、2010年に『震（ふるえ）』でデビューする。山形県山形市在住。東北芸術工科大学文芸学科の非常勤講師を務めている。

## 作品

### 単著
- 『FKB 怪談実話 震（ふるえ）』（竹書房文庫、監修:平山夢明） 2010年10月29日　ISBN 978-4812443460
- 『FKB 怪談実話 痕（しるし）』（竹書房文庫、監修:平山夢明） 2011年3月29日　ISBN 978-4812445174
- 『怪談実話 無惨百物語 ゆるさない』（MF文庫ダ・ヴィンチ） 2011年8月24日　ISBN 978-4840139564
- 『FKB 狂奇実話 穽（おとしあな）』（竹書房文庫、監修:平山夢明） 2011年10月29日　ISBN 978-4812447314
- 『FKB 怪談実話 叫（さけび）』（竹書房文庫、監修:平山夢明） 2012年3月29日　ISBN 978-4812448755
- 『怪談実話 無惨百物語 にがさない』（MF文庫ダ・ヴィンチ） 2013年2月22日　ISBN 978-4840151054
- 『FKB 実話怪談 畏（おそれ）』（竹書房文庫） 2013年5月29日　ISBN 978-4812494783
- 『怪の職安 - 実録怪談』（ハルキ・ホラー文庫） 2013年7月13日　ISBN 978-4758437530
- 『FKB 怪談実話 累（かさね）』（竹書房文庫） 2014年5月29日　ISBN 978-4812489116
- 『怪談実話 無惨百物語 はなさない』（MF文庫ダ・ヴィンチ） 2014年6月24日　ISBN 978-4040667942
- 『怪の放課後 - 実録怪談』（ハルキ・ホラー文庫） 2014年7月15日　ISBN 978-4758438346
- 『全国怪談 オトリヨセ』（角川ホラー文庫） 2014年9月25日　ISBN 978-4041026083
- 『無惨百物語 ておくれ』（角川ホラー文庫） 2015年5月23日　ISBN 978-4041030165
- 『FKB 怪談実話 屍(かばね)』（竹書房文庫） 2015年5月25日　ISBN 978-4801903180
- 『怪の地球儀 - 実録怪談』（ハルキ・ホラー文庫） 2015年7月11日　ISBN 978-4758439206
- 『怪社奇譚 二十五時の社員』（だいわ文庫） 2015年9月12日　ISBN 978-4479305569
- 『全国怪談 オトリヨセ 恐怖大物産展』（角川ホラー文庫） 2015年9月25日　ISBN 978-4041033784
- 『怪談四十九夜』（竹書房文庫） 2016年4月28日　ISBN 978-4801907041
- 『怪談実話傑作選 弔(とむらい)』（竹書房文庫） 2016年6月4日　ISBN 978-4801907348
- 『無惨百物語 - みちづれ』（角川ホラー文庫） 2016年7月23日　ISBN 978-4041044643
- 『怪談売買録 拝み猫』（竹書房文庫） 2016年11月4日　ISBN 978-4801908932
- 『怪談実話 終(しまい)』（竹書房文庫） 2017年6月5日　ISBN 978-4801910928
- 『黒木魔記録』（竹書房文庫） 2018年8月6日　ISBN 978-4801915510
- 『怪談売買録 嗤い猿』（竹書房怪談文庫） 2019年11月29日　ISBN 978-4801920835
- 『怪談実話傑作選 磔（はりつけ）』（竹書房怪談文庫） 2020年1月29日　ISBN 978-4801921498

### 監修 / 編著
- 『恐怖実話 都怪ノ奇録』（著：鈴木呂亜、監修：黒木あるじ、竹書房文庫） 2018年1月29日　ISBN 978-4801913622
- 『実録都市伝説～世怪ノ奇録』（著：鈴木呂亜、監修：黒木あるじ、竹書房文庫） 2019年1月28日　ISBN 978-4801917422
- 『実録都市伝説～社怪ノ奇録』（著：鈴木呂亜、監修：黒木あるじ、竹書房文庫） 2019年8月29日　ISBN 978-4801919860
- 『怪談四十九夜』（竹書房文庫） 2016年4月29日　ISBN 978-4801907041

参加者：我妻俊樹, 伊計翼, 葛西俊和, 黒木あるじ, 神薫, 百目鬼野干, 冨士玉女, 泡沫小唄, 明神ちさと, 吉澤有貴
- 『怪談四十九夜 鎮魂』（竹書房文庫） 2016年12月28日　ISBN 978-4801909557

参加者：我妻俊樹, 小田イ輔, 黒木あるじ, 小原猛, 神薫, つくね乱蔵, 百目鬼野干, 冨士玉女, 真白圭, 吉澤有貴
- 『怪談四十九夜 怖気』（竹書房文庫） 2017年10月28日　ISBN 978-4801912564

参加者：我妻俊樹, 伊計翼, 宇津呂鹿太郎, 小田イ輔, 黒木あるじ, 神薫, つくね乱蔵, 百目鬼野干, 冨士玉女, 真白圭
- 『怪談四十九夜 出棺』（竹書房文庫） 2018年4月28日　ISBN 978-4801914551

参加者：我妻俊樹, 宇津呂鹿太郎, 川奈まり子, 黒木あるじ, 城谷歩, 神薫, 鈴木呂亜, つくね乱蔵, 百目鬼野干, 冨士玉女
- 『怪談四十九夜 荼毘』（竹書房文庫） 2019年2月28日　ISBN 978-4801917866

参加者：我妻俊樹, 緒方あきら, 黒木あるじ, 黒史郎, 神薫, 鈴木呂亜, つくね乱蔵, ふうらい牡丹, 冨士玉女, 真白圭
- 『怪談四十九夜 埋骨』（竹書房文庫） 2019年9月28日　ISBN 978-4801920149

参加者：我妻俊樹, 小田イ輔, 川奈まり子, 黒木あるじ, 神薫, 朱雀門出, 鈴木呂亜, つくね乱蔵, 冨士玉女, 吉澤有貴
- 『怪談四十九夜 鬼気』（竹書房怪談文庫） 2020年4月27日　ISBN 978-4801922556

参加者：我妻俊樹, 葛西俊和, 黒木あるじ, 黒史郎, 神薫, 田辺青蛙, つくね乱蔵, 冨士玉女, 丸山政也, 吉田悠軌

### 共著
- 『男たちの怪談百物語』（幽ブックス） 2012年10月5日　ISBN 978-4840148375
- 『FKB ふたり怪談』（竹書房文庫） 2012年11月29日　ISBN 978-4812491867
- 『FKB ふたり怪談 弐』（竹書房文庫） 2013年7月29日　ISBN 978-4812495636
- 『別冊映画秘宝 新世紀怪獣映画読本』（洋泉社MOOK） 2014年1月27日　ISBN 978-4800303202
- 『怪・百物語』（竹書房文庫） 2014年2月28日　ISBN 978-4812498927
- 『FKB 懺・百物語』（竹書房文庫） 2014年12月27日　ISBN 978-4801901124
- 『FKB ふたり怪談 伍』（竹書房文庫） 2015年1月29日　ISBN 978-4801901513

### アンソロジー
（「」内が黒木あるじの作品）
- 『てのひら怪談 庚寅』「おまもり」「ならわし」（ポプラ文庫） 2010年]6月5日　ISBN 978-4591118597
- 『怪談実話 FKB 饗宴』「大黒」「帰路」「呼声」（竹書房文庫） 2011年5月5日　ISBN 978-4812445389
- 『てのひら怪談 辛卯』「つじさん」（ポプラ文庫） 2011年6月5日　ISBN 978-4591124802
- 『怪談実話系6』「椎名葉草」（MF文庫ダ・ヴィンチ） 2011年6月25日　ISBN 978-4840139540
- 『怪談実話 FKB 饗宴2』「母子」「山盗」「旧家」（竹書房文庫） 2011年12月6日　ISBN 978-4812447543
- 『怪談実話系7』「椎名葉草・続 ～幕末の絵師・村下成安の日記より～」（MF文庫ダ・ヴィンチ） 2012年2月25日　ISBN 978-4840143998
- 『怪談実話 FKB 饗宴3』 「異論」「障子」「椿庭」「狐火」（竹書房文庫） 2012年6月5日　ISBN 978-4812449240
- 『怪談実話 FKB 饗宴4』「虐目」「木槿」（竹書房文庫） 2013年2月5日　ISBN 978-4812492840
- 『怪談実話コロシアム 阿鼻叫喚の開幕篇』（MF文庫ダ・ヴィンチ） 2013年2月22日　ISBN 978-4840151047
- 『怪獣文藝』「みちのく怪獣探訪録」（幽ブックス） 2013年3月15日　ISBN 978-4840151443
- 『怪談実話 FKB 饗宴5』「異獣」「異人」（竹書房文庫） 2013年9月5日　ISBN 978-4812496183
- 『FKB 怪談五色』「怪談売買録」「上流」「納得」「逃げた女」「歯痛幽霊」「割器」「錫杖」「革靴」「鈴鳴」「悪戯」「左手」「相談」「凶痛人形」「離脱」「警告」（竹書房文庫） 2013年11月29日　ISBN 978-4812497562
- 『怪談実話 FKB 饗宴6』「童怪」「老怪」（竹書房文庫） 2014年4月5日　ISBN 978-4812499320
- 『怪談実話 FKB 饗宴7』「鱈子」「仮名」「確率」（竹書房文庫） 2014年10月6日　ISBN 978-4812488980
- 『FKB怪談五色2 忌式』（竹書房文庫） 2014年11月29日　ISBN 978-4801900738
- 『狂気山脈の彼方へ』「恐怖学者・羅文蔵人の憂鬱なる二日間」（創土社、クトゥルー・ミュトス・ファイルズ） 2014年12月21日　ISBN 978-4798830223
- 『FKB 怪談幽戯』（竹書房文庫） 2015年3月28日　ISBN 978-4801902374
- 『怪談五色 呪葬』（竹書房文庫） 2015年11月28日　ISBN 978-4801905399